# Shye Ben Tzur
Shye Ben-Tzur est un poète, producteur, compositeur et interprète israélien né en 1975, qui vit entre l'Inde et Israël. Il compose une musique instrumentale dévotionnelle, s'inscrivant dans le genre Qawwalî, de dévotion soufie, et écrit des textes en hébreu, en ourdou et en hindi.

## Biographie
Ben Tzur est né à New York, aux États-Unis, et a grandi en Israël.
Au lycée, il chante dans le groupe Sword of Damocles, qui joue différents genres musicaux, parmi lesquels le rock, le heavy metal ou la musique progressive.
À 19 ans, il voit pour la première fois Pandit Hariprasad Chaurasia et Ustad Zakir Hussain en concert à Jérusalem : leurs musiques lui inspirent un voyage musical en Inde. Il y étudie pendant plusieurs années la musique et le jeu traditionnels indiens, avant de composer sa propre musique traditionnelle Qawwali en hébreu, sa langue maternelle.
Shye Ben-Tzur a travaillé avec plusieurs musiciens du Rajasthan. Il a notamment collaboré avec la chanteuse indienne Shubha Mudgal (en), le guitariste espagnol Fernando Pérez, le bassiste israélien Yossi Fine (en), le bassiste et pianiste français Mishko M’ba, Eli Magen, Zohar Fresco (en), ainsi que Jonny Greenwood, avec qui il compose, en 2014, le morceau The Golden Fang pour le film Inherent Vice, réalisé par Paul Thomas Anderson. Ce dernier réalise par ailleurs en 2015 un court métrage documentaire intitulé Junun, sur la fabrication d'un album collaboratif entre Shye Ben-Tzur et le guitariste de Radiohead.

## Poésie
Le premier recueil de poèmes de Shye Ben-Tzur, Souls Expressions, est publié en Israël en 1999. Un deuxième recueil, intitulé Love Poems of Worship, a été annoncé.